# Machop Chol
Machop Chol (Kartúm, 1998. november 14. –) szudáni válogatott labdarúgó, az FK Žalgiris csatárja.

## Pályafutása

### Klubcsapatokban
Chol Szudán fővárosában, Kartúmban született. Az ifjúsági pályafutását az amerikai Atlanta United akadémiájánál kezdte.
2021-ben mutatkozott be az Atlanta United észak-amerikai első osztályban szereplő felnőtt keretében. Először a 2021. április 17-ei, Orlando City ellen 0–0-ás döntetlennel zárult mérkőzés 66. percében, Jake Mulraney cseréjeként lépett pályára. Első gólját 2023. április 16-án, a Toronto ellen idegenben 2–2-es döntetlennel végződő találkozón szerezte meg. 2024. január 1-jén a San Antonio szerződtette.

### A válogatottban
Chol 2022-ben debütált a szudáni válogatottban. Először a 2022. január 27-ei, Üzbegisztán ellen 3–0-ra elvesztett mérkőzésen lépett pályára.

## Statisztikák
2024. augusztus 11. szerint
| Klub           | Szezon   | Osztály  | Bajnokság | Bajnokság | Kupa  | Kupa | Nemzetközi | Nemzetközi | Összesen | Összesen |
| Klub           | Szezon   | Osztály  | Meccs     | Gól       | Meccs | Gól  | Meccs      | Gól        | Meccs    | Gól      |
| -------------- | -------- | -------- | --------- | --------- | ----- | ---- | ---------- | ---------- | -------- | -------- |
| Atlanta United | 2021     | MLS      | 9         | 0         | 0     | 0    | —          | —          | 9        | 0        |
| Atlanta United | 2022     | MLS      | 6         | 0         | 0     | 0    | —          | —          | 6        | 0        |
| Atlanta United | 2023     | MLS      | 19        | 2         | 1     | 0    | —          | —          | 20       | 2        |
| Összesen       | Összesen | Összesen | 34        | 2         | 1     | 0    | 0          | 0          | 35       | 2        |

### A válogatottban
| Válogatott | Év       | Pályára lépés | Gól |
| ---------- | -------- | ------------- | --- |
| Szudán     | 2022     | 1             | 0   |
| Szudán     | 2023     | 1             | 0   |
| Szudán     | 2024     | 2             | 0   |
| Összesen   | Összesen | 4             | 0   |